# Merete Eldrup
Merete Helene Eldrup (f. Jørgensen født 4. august 1963 i Odense) er bestyrelsesformand for Københavns Universitet, Nykredit og Egmont Fonden. Eldrup var i perioden 2007-2019 administrerende direktør for TV 2/Danmark, og har siden 2019 været professionelt bestyrelsesmedlem i en række bestyrelser.

## Uddannelse og karriere
Eldrup er uddannet cand.polit. fra Københavns Universitet i 1988.
Hun var i perioden 1988−91 fuldmægtig i Finansministeriet. Efterfølgende har hun arbejdet som ministersekretær for finansminister Henning Dyremose (1991-93), og som sekretariatschef for Mimi Jacobsen i Erhvervsministeriet (1993-95).
Eldrup var ansat som vicedirektør i Energistyrelsen i perioden 1995-98, og derefter som direktør i JP/Politikens Hus a/s (1997-2007).
I december 2007 blev hun ansat som administrerende direktør for TV 2/Danmark, en post hun fratrådte i 2019 Det har siden vist sig, at hendes periode som administrerende direktør for TV2/Danmark faldt sammen med påståede krænkelser i forbindelse med MeToo afsløringerne på TV2 i 2020. Hun har senere taget ansvar for, at hun som øverste leder ikke gjorde mere for at få hul på problemerne på TV2.
I december 2019 blev hun udpeget som bestyrelsesformand for Københavns Universitet. I 2020 blev hun bestyrelsesformand i Nykredit samt i Rockwool Fonden, og i 2023 formand for Egmont Fonden efter hun tidligere havde været næstformand i alle tre bestyrelser. I 2023 udtrådte Eldrup af Rockwool Fondens bestyrelse.

## Bestyrelsesposter
- Københavns Universitet (formand)
- Nykredit (formand)
- Egmont Fonden (formand)
- Tænketanken Justitia
- Kalaallit Airports International A/S (Grønlands Lufthavne)
- Realdanias repræsentantskab[2]
- Villum Fonden[10]

## Privatliv
Eldrup er gift med Anders Eldrup.
De mødte hinanden i Finansministeriet, hvor han var afdelingschef. Eldrup er bosat på Østerbro i København.